# 洺口镇
洺口镇，是中华人民共和国江西省景德镇市乐平市下辖的一个乡镇级行政单位。

## 行政区划
洺口镇下辖以下地区：
名口社区、流一村、流二村、流三村、流四村、上四村、兰坑村、名口村、上南岸村、朱坞村、许家湾村、戴村和五一桥村。

## 中国传统村落
2013年8月，名口村被评为第二批中国传统村落。